# Cimetière britannique de la Sucrerie d'Épinoy
Le Sucrerie Cemetery, Épinoy (cimetière britannique de la sucrerie d'Épinoy) est un cimetière militaire de la Première Guerre mondiale, situé sur le territoire de la commune d'Épinoy, dans le département du Pas-de-Calais, au nord-ouest de Cambrai.

## Localisation
Ce cimetière est situé en pleine campagne à 1 km au nord-est du village d'Épinoy. L'accès se fait à partir de la D 643 en empruntant un chemin agricole sur une centaine de mètres.

## Histoire

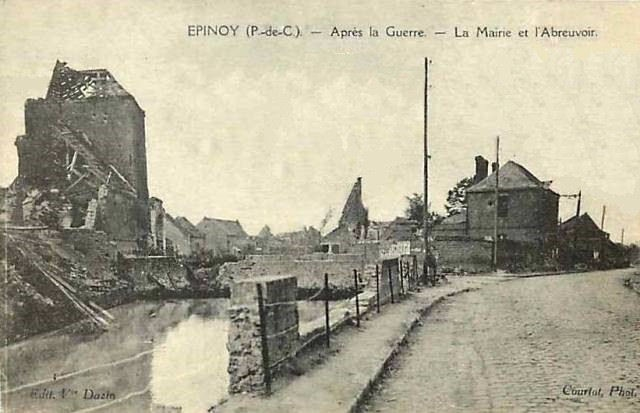
Les ruines du village après la bataille des 29, 30 septembre et 1er octobre 1918.

Le secteur est tombé aux mains des Allemands dès le début de la guerre fin août 1914 et restera loin des combats tout au long de la guerre, le front se stabilisant à une vingtaine de kilomètres à l'ouest du côté de Bapaume.
À partir du 8 août 1918, l'offensive des Cent-Jours est déclenchée et les troupes alliées progressent vers l'est. Ce sont les troupes britanniques des Dorsetshire Regiment et York and Lancaster Regiment qui sont chargées du secteur d'Épinoy. Évacué de ses habitants, le village encore aux mains des Allemands est bombardé et de nombreux soldats trouvent la mort lors des combats des 29, 30 septembre et 1er octobre 1918.
Le cimetière Sucrerie Cemetery d'Épinoy est créé en octobre 1918 pour inhumer les 99 soldats britanniques et le soldat canadien tombés lors de ces combats.

## Caractéristiques
Le cimetière a un plan rectangulaire de 30 m sur 15 et est clos par un mur de briques.

## Sépultures
| Pays        | Sépultures |
| ----------- | ---------- |
| Royaume-Uni | 99         |
| Canada      | 1          |
| Total       | 100        |

## Galerie

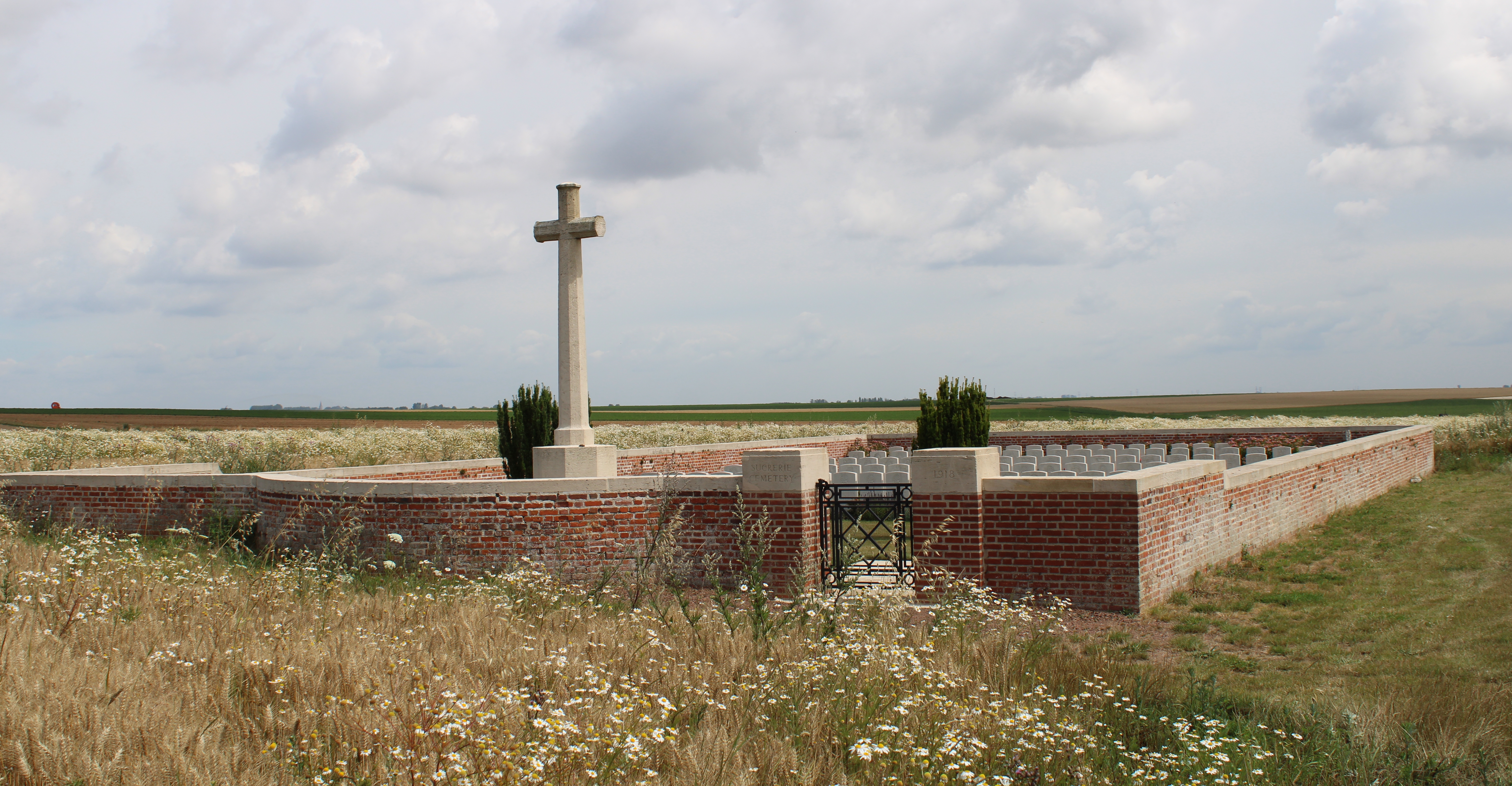
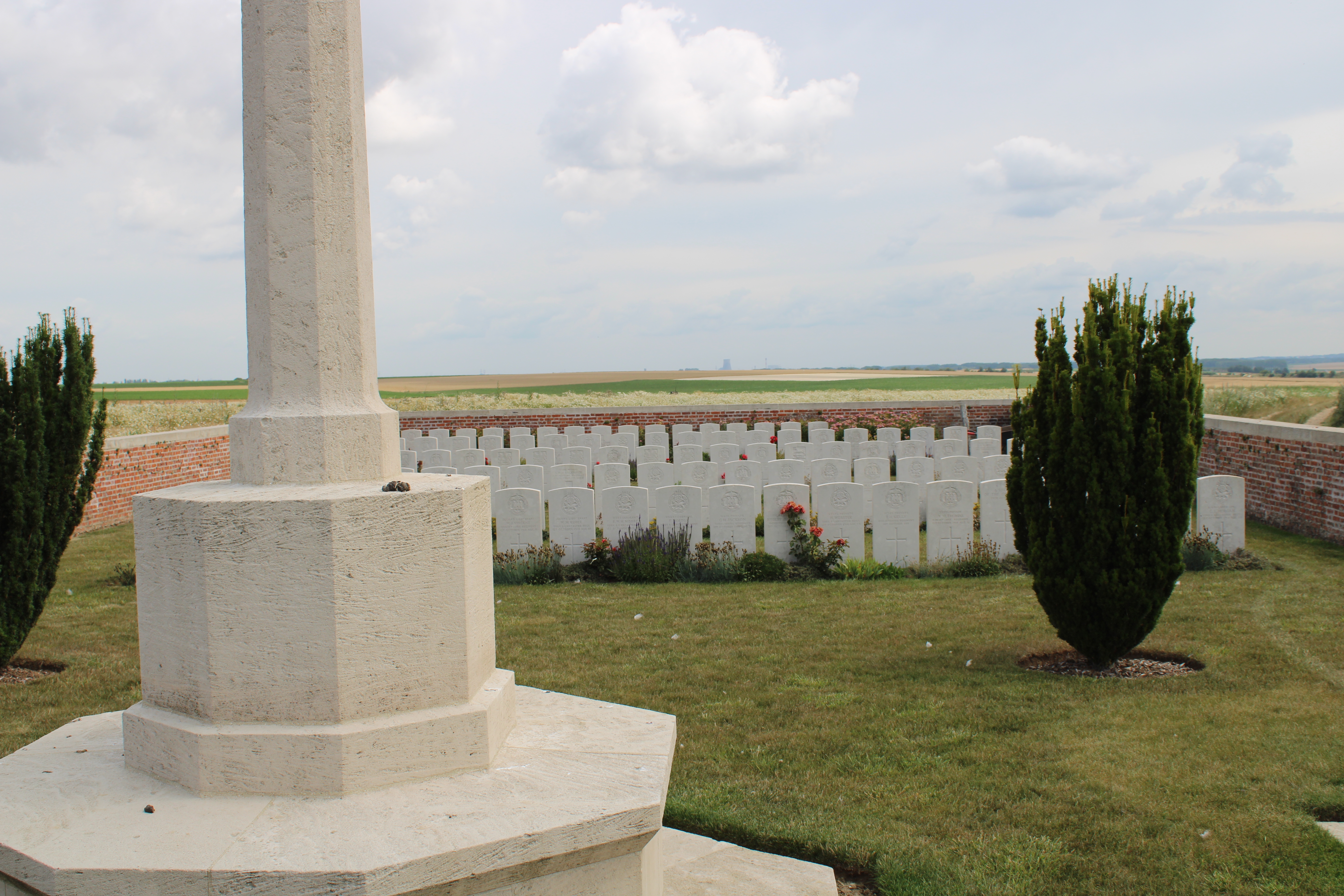
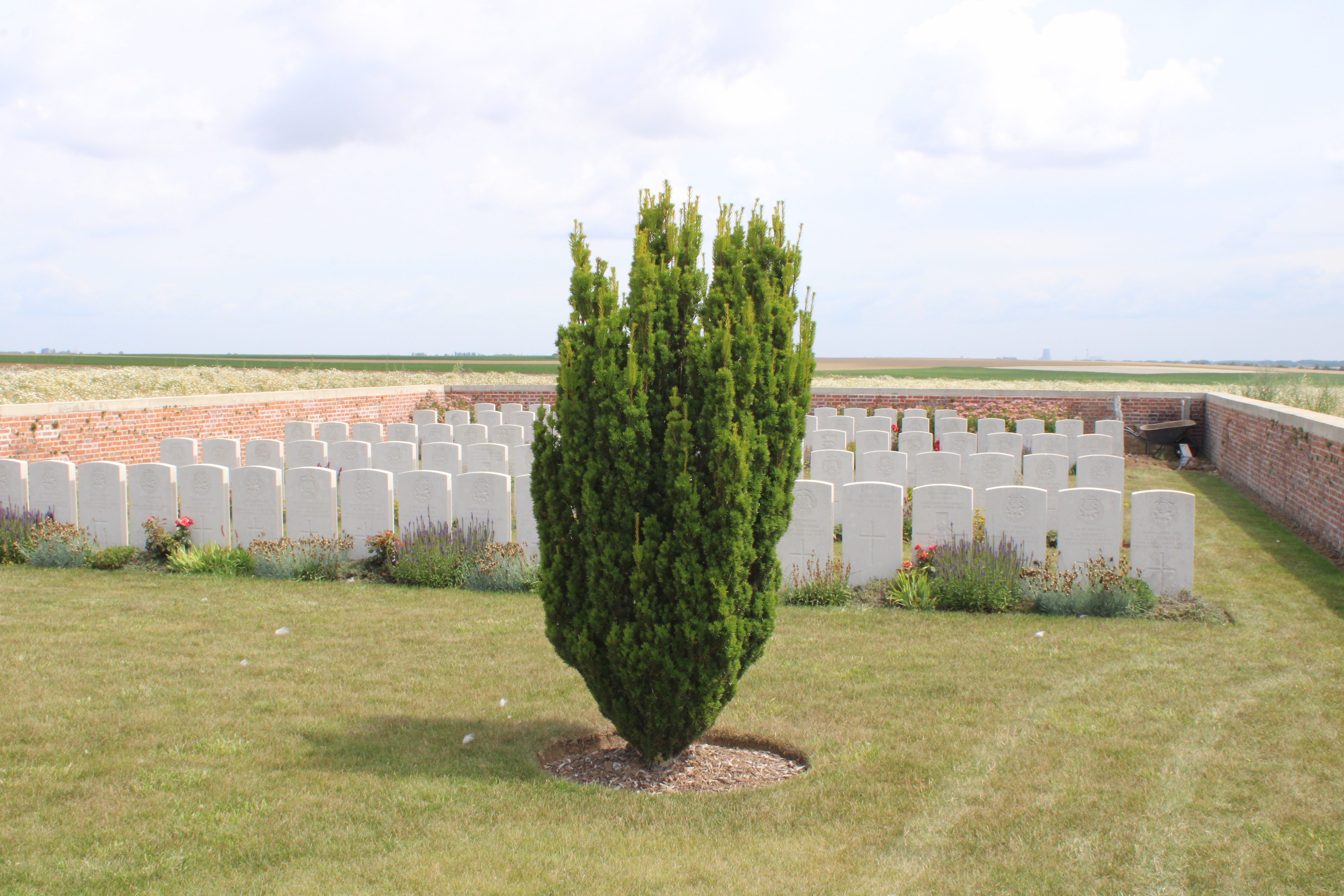
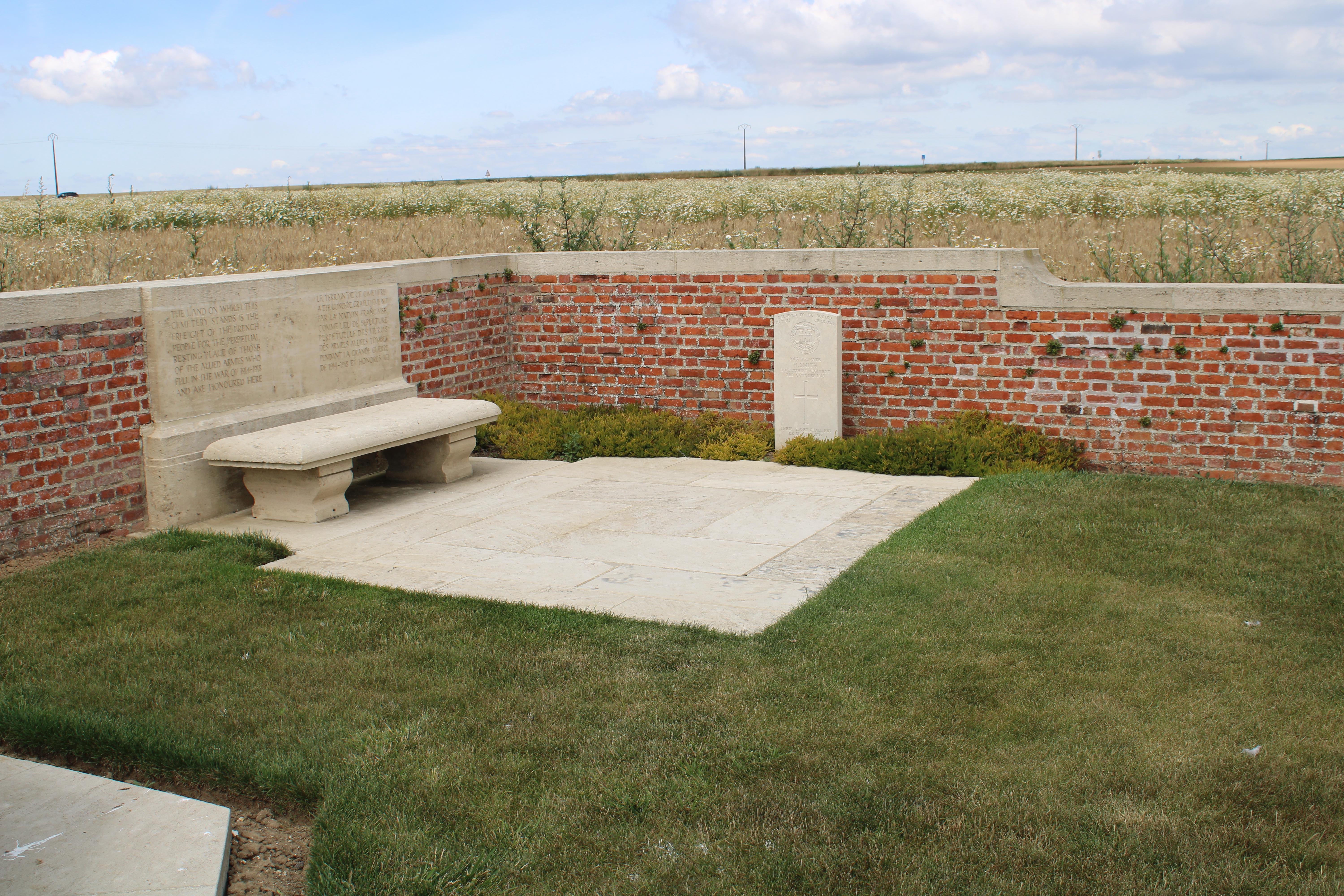
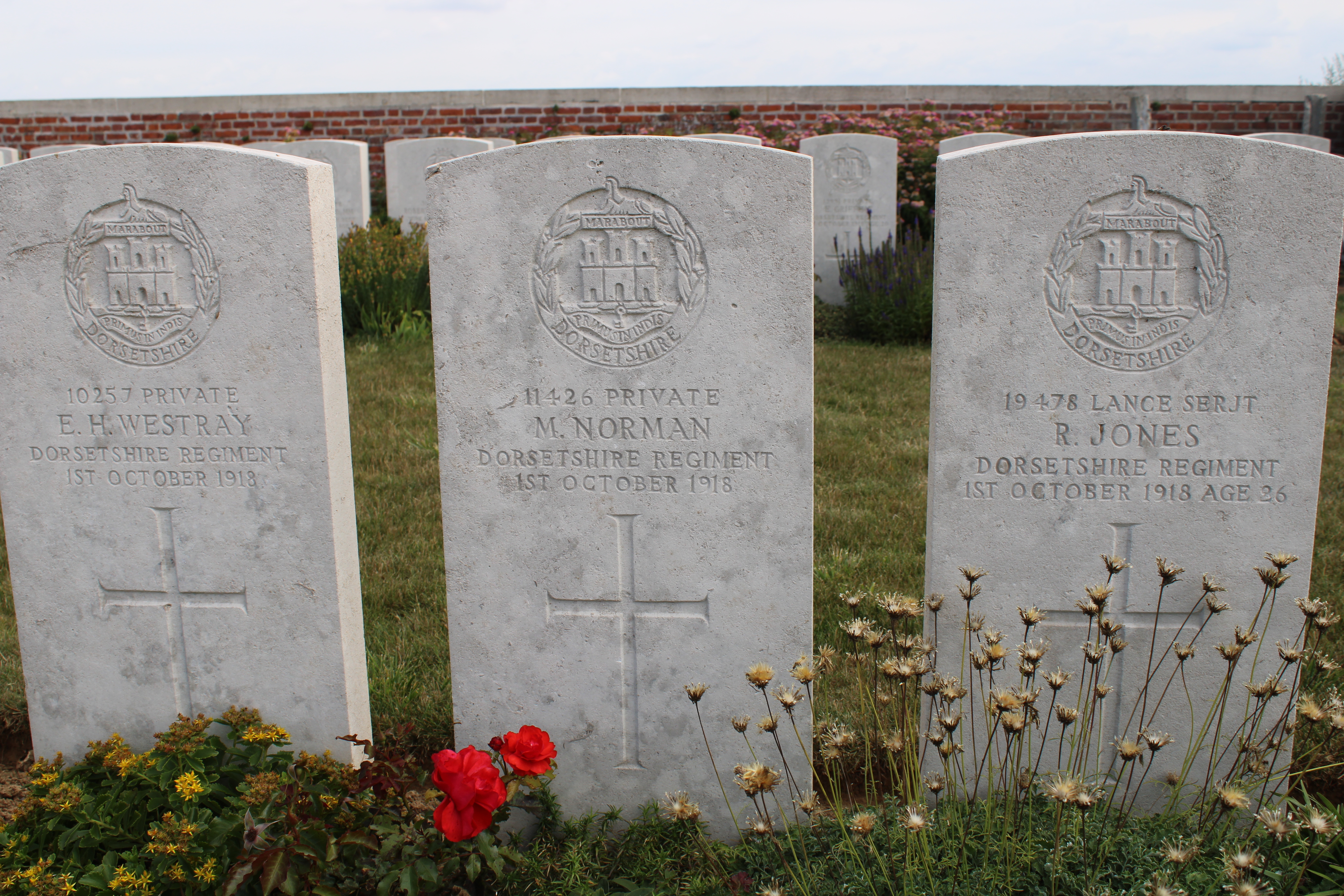
Tombes de trois soldats du Dorset Regiment tombés le 1er octobre 1918.
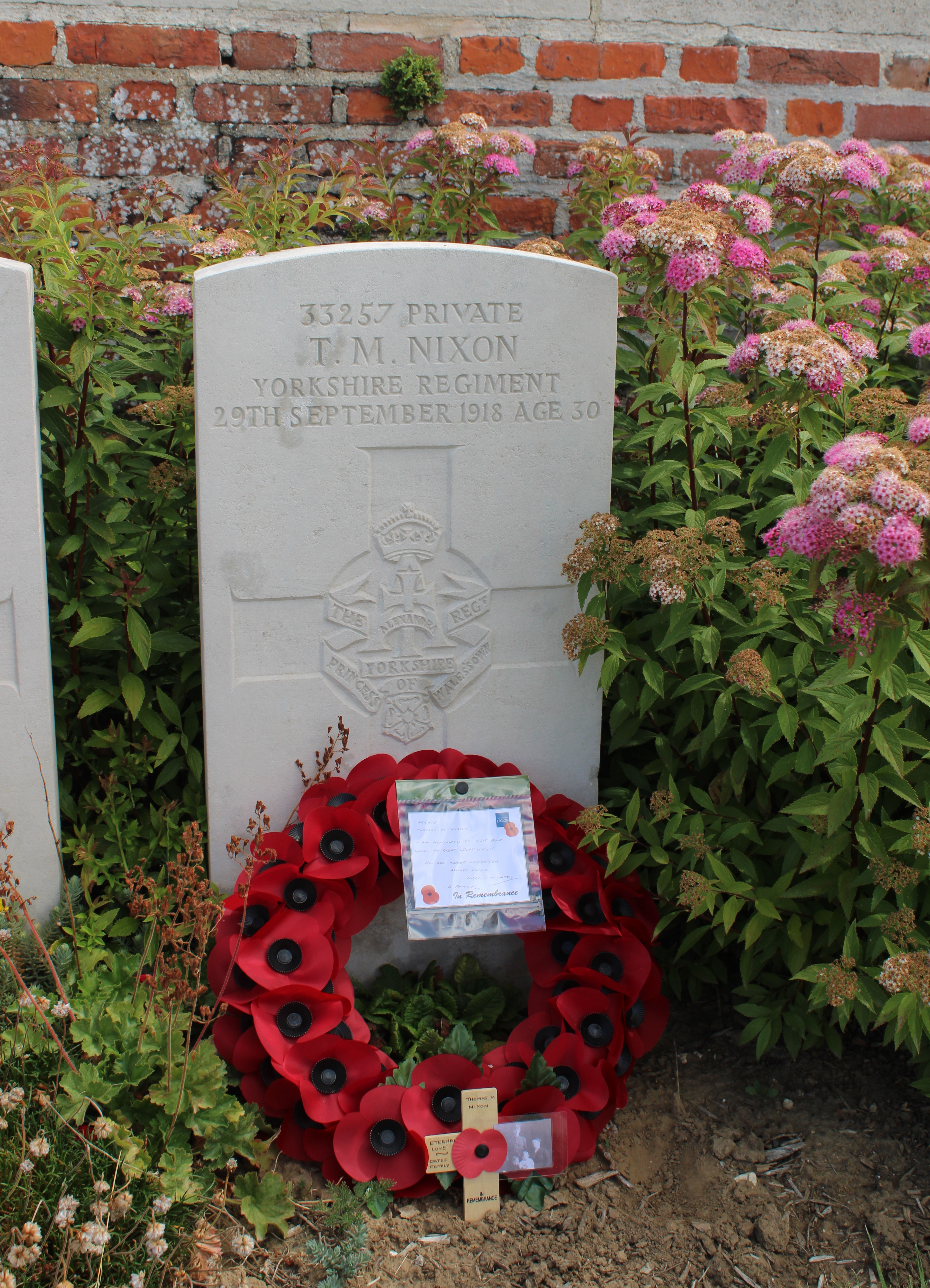
Tombe de T.M. Nixon du Yorhshire Regiment.
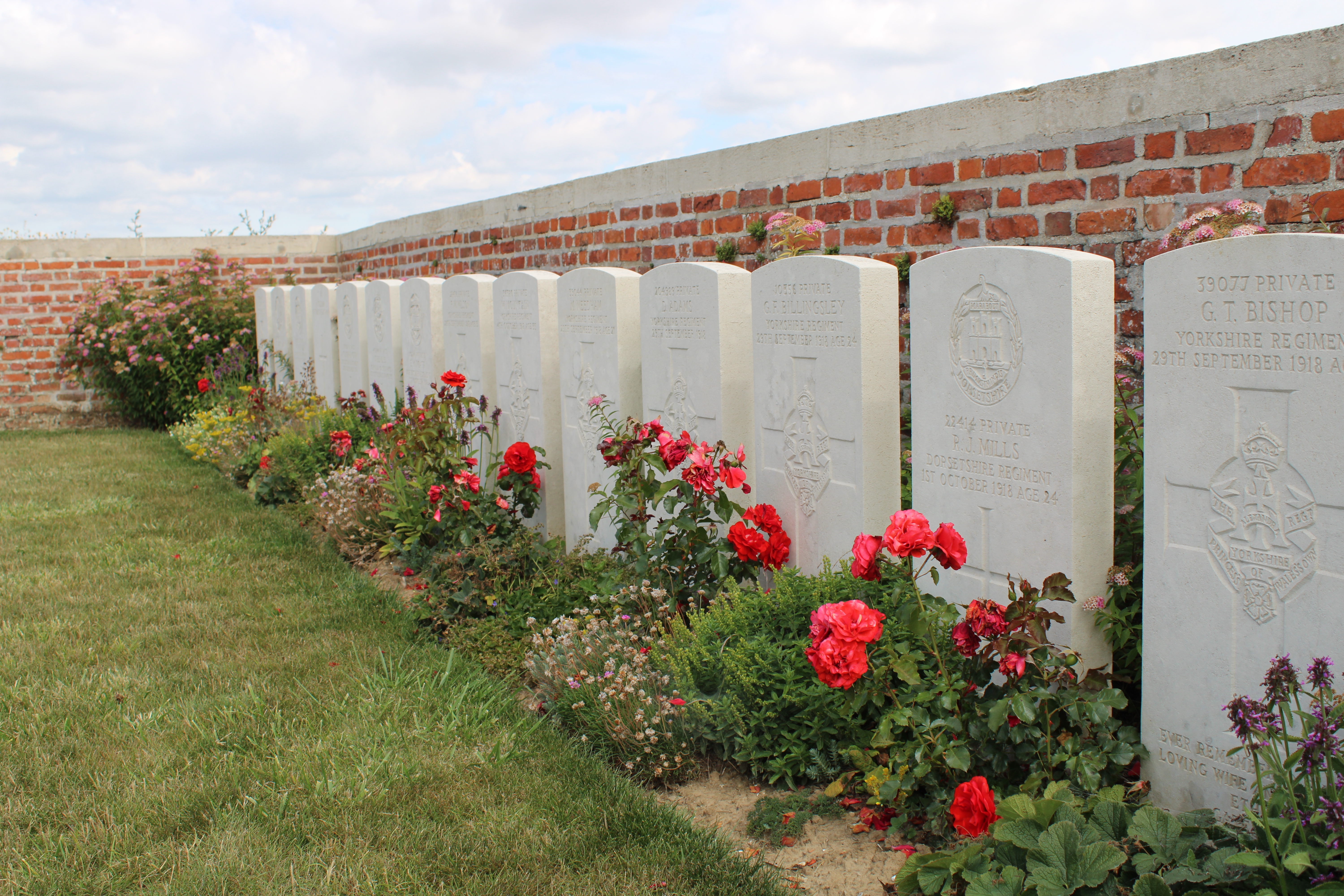

## Pour approfondir